# Thornton-on-the-Hill
Thornton-on-the-Hill – wieś w Anglii, w hrabstwie North Yorkshire, w dystrykcie (unitary authority) North Yorkshire. Leży 24 km na północ od miasta York i 303 km na północ od Londynu.